# Kenneth A. Reid

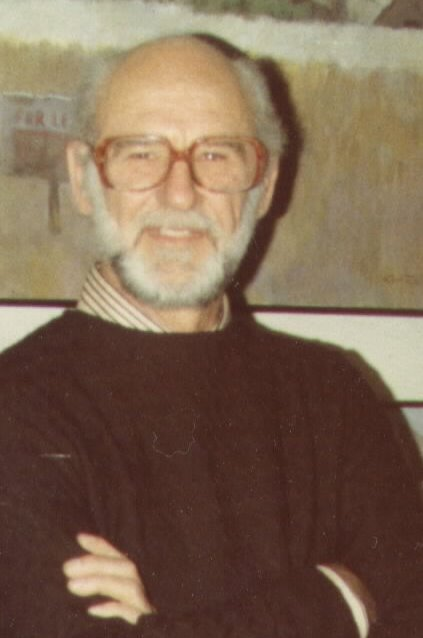
Kenneth A. Reid

Kenneth A. Reid (* 17. März 1919 in Uruguay; † 30. Juni 1996 in Los Angeles, Kalifornien) war ein Szenenbildner und Artdirector.

## Leben
Reid begann seine Karriere im Filmstab 1958 beim Fernsehen, wo er bis 1981 hauptsächlich tätig war. Er wirkte an zahlreichen Unterhaltungsshows mit, darunter fünf Folgen der Bill Dana Show, 103 Folgen der Joey Bishop Show und 158 Folgen der Dick Van Dyke Show. Zwischen 1960 und 1968 arbeitete er zudem an 235 Folgen der Andy Griffith Show. Daneben war er unter anderem an den Sitcoms Rhoda und Taxi tätig.
Insgesamt arbeitete Reid an vier Spielfilmproduktionen, beginnend mit  Melvin Franks Romantischer Komödie So eine Affäre. 1961 war er hierfür zusammen mit J. McMillan Johnson und Ross Dowd für den Oscar in der Kategorie bestes Szenenbild nominiert, die Auszeichnung ging in diesem Jahr jedoch an Billy Wilders Das Appartement. Seine weiteren Filme waren Jacques Demys Das Fotomodell, William Wylers Die Glut der Gewalt und Jacques Derays Brutale Schatten.
Reid zog sich Anfang der 1980er Jahre aus dem Film- und Fernsehgeschäft zurück und starb 1966 im Alter von 77 Jahren in Los Angeles.

## Filmografie (Auswahl)
- 1960: So eine Affäre (The Facts of Life)
- 1969: Das Fotomodell (Model Shop)
- 1970: Die Glut der Gewalt (The Liberation of L. B. Jones)
- 1972: Brutale Schatten (Un homme est mort)

## Auszeichnungen (Auswahl)
- 1961: Oscar-Nominierung in der Kategorie Bestes Szenenbild für So eine Affäre